# Piotr Bogusław Baranowski
Piotr Bogusław Baranowski herbu Ostoja – podczaszy bracławski, oficer husarzy Józefa Lubomirskiego, zasłynął aktywnym udziałem w wojnach z Turcją; przywódca konfederacji wojskowej.
Pochodził ze starej linii Ostoi Ściborów Jerzykowskich z Ozorkowa. Wnuk Jana, stolnika bracławskiego, rotmistrza królewskiego odznaczonego za szczególne zasługi i męstwo w wojnie z Kozakami, syn Jana i Elżbiety z Młochowskich. Podczaszy bracławski w r. 1696, żonaty z Eufrozyną Kulikowską.
Od 1689 r. marszałek powstałej pod Wiśniowcem konfederacji nieopłaconego wojska (23 sierpnia 1689). Przyczynił się do rozszerzenia jej działalności na duży obszar Polski. Rozdźwięki wśród konfederatów wykorzystał hetman Stanisław Jabłonowski, doprowadzając do zawarcia umowy uznającej niektóre ich żądania (1697) i rozwiązania samego związku. O to samo wówczas zabiegał oskarżany o nadużycia finansowe Baranowski, choć celem konfederacji było osłabienie wpływów hetmana.